# Louis-Frédéric Colin
Pour les articles homonymes, voir Colin.
Louis-Frédéric Colin (Lignières, 14 janvier 1835 - Montréal, 27 novembre 1902) est un prêtre et un professeur canadien. Il fut directeur du Grand séminaire de Montréal et supérieur des sulpiciens au Canada.

## Biographie
Né à Lignières dans le département du Cher en 1835, de François Colin et de Marthe Guitton, il fait ses études à Saint-Sulpice de Paris, où il est ordonné le 17 décembre 1859. Il entre chez les sulpiciens à Paris en 1859 et fait sa solitude à Issy (1859-1860). 
Il occupe ensuite les fonctions de professeur en France de 1860 à 1862 ; à Montréal, il est desservant à Notre-Dame-des-Neiges de 1862 à 1863, puis professeur de droit canonique au grand séminaire (1863-1864), vicaire à Notre-Dame (1864-1874) et encore professeur de droit canonique au grand séminaire (1874-1875).
Il devient directeur de la même institution (1875-1881) et supérieur des sulpiciens du Canada à Notre-Dame (1881-1902). Il décède le 27 novembre 1902.
Une école et une avenue sont nommées en son honneur à Montréal.